# Подлипье (Вологодская область)
Подлипье — деревня в Чагодощенском районе Вологодской области.
Входит в состав Лукинского сельского поселения, с точки зрения административно-территориального деления — в Лукинский сельсовет.
Расстояние по автодороге до районного центра Чагоды — 52 км, до центра муниципального образования деревни Анишино — 11 км. Ближайшие населённые пункты — Бельское, Наумовское, Полятино.
По переписи 2002 года население — 2 человека.